# Icoana
Icoana est une commune roumaine située dans le județ d'Olt.